# Chuck Liddell
Pour les articles homonymes, voir Liddell.
Charles David Liddell, dit Chuck Liddell, né le 17 décembre 1969 à Santa Barbara en Californie, est un pratiquant d'arts martiaux mixtes (MMA) aujourd'hui retraité. Il a combattu à l'Ultimate Fighting Championship et fut le champion des poids mi-lourds de février 2006 à mai 2007. Il est connu pour ses victoires contre notamment Wanderlei Silva, Tito Ortiz et Randy Couture.
Il est connu pour sa droite dévastatrice, qu'il utilise beaucoup dans ses enchaînements de poings, et qui lui a valu beaucoup de victoire par KO ou TKO.

## Biographie
Liddell est essentiellement un spécialiste du combat debout, avec un style de boxeur, kick-boxeur, possédant une expérience en Koei-Kan Karate-Do, kickboxing et en lutte. Bien qu'ayant complété sa formation en apprenant la lutte à l'Université d'État polytechnique de Californie, il montre des faiblesses en grappling, ce qui est le plus souvent la cause de ses défaites, par TKO punch ou soumission au sol. Il n'est vraiment pas très bon en position allongée, c'est un de ses points faibles majeur.
En septembre 2009 il participe à la 9e saison de Dancing with the Stars. 
De mars à juin 2010, il a participé à la onzième saison de l'émission The Ultimate Fighter en tant qu'entraîneur aux côtés de Tito Ortiz. La finale devait opposer les deux entraîneurs à l'UFC 115, mais Ortiz fut remplacé par Rich Franklin, qui le met KO au premier round, ce qui met fin à la carrière de Chuck Liddell.
Il est par ailleurs membre du Hall of Fame de l'UFC.
En 2018 il participe à la première saison de Celebrity Big Brother sur CBS.

## Parcours en arts martiaux mixtes

### Retour à l'UFC

#### Champion des poids mi-lourds de l'UFC
Début 2005, Chuck Liddell et le champion des poids mi-lourds de l'UFC, Randy Couture, prennent part à la toute première saison de l'émission The Ultimate Fighter en tant que chefs d'équipes opposées. Cette série produite par l'UFC met en compétition des espoirs de la discipline répartis dans deux groupes dirigées par Liddell et Couture. Deux compétiteurs issus de l'équipe de Liddell ressortent vainqueurs, Forrest Griffin chez les poids mi-lourds et Diego Sanchez pour les poids moyens.
De plus, les entraineurs sont programmés pour s'affronter à la fin de la saison. Chuck Lidell retrouve donc, près de deux ans après sa première tentative contre le même adversaire, une chance de s'emparer d'une ceinture de l'UFC. Les deux hommes se rencontrent en tête d'affiche de l'UFC 52, le 16 avril 2005 et cette fois-ci, c'est Lidell qui prend l'avantage sur Couture lors de ce match attendu. Après une pause pour un doigt dans l’œil subie par le champion, Chuck Liddell sonne Couture avec un crochet du gauche puis un coup de poing du droit. Chuck Lidell remporte le match par KO en un peu plus de deux minutes et devient le nouveau champion des poids mi-lourds de l'UFC,.
Lidell défend pour la première fois sa ceinture face à Jeremy Horn, vétéran des MMA mais aussi premier homme à avoir infligé une défaite au nouveau champion lors de son troisième combat professionnel en 1999. Ce retour de Horn à l'UFC, après plus de quatre années à combattre pour d'autres organisations, se déroule en vedette de l'UFC 54 du 20 août 2005. Cette fois-ci, c'est Chuck Lidell qui l'emporte en dominant son adversaire debout, tout en évitant d'être amené au sol. Au milieu du quatrième round, un coup de poing du droit touche durement Horn à l’œil et ce dernier informe alors l'arbitre qu'il ne peut plus voir correctement. Le combat est arrêté et Liddell déclaré vainqueur par TKO.

#### Défaites consécutives et retraite

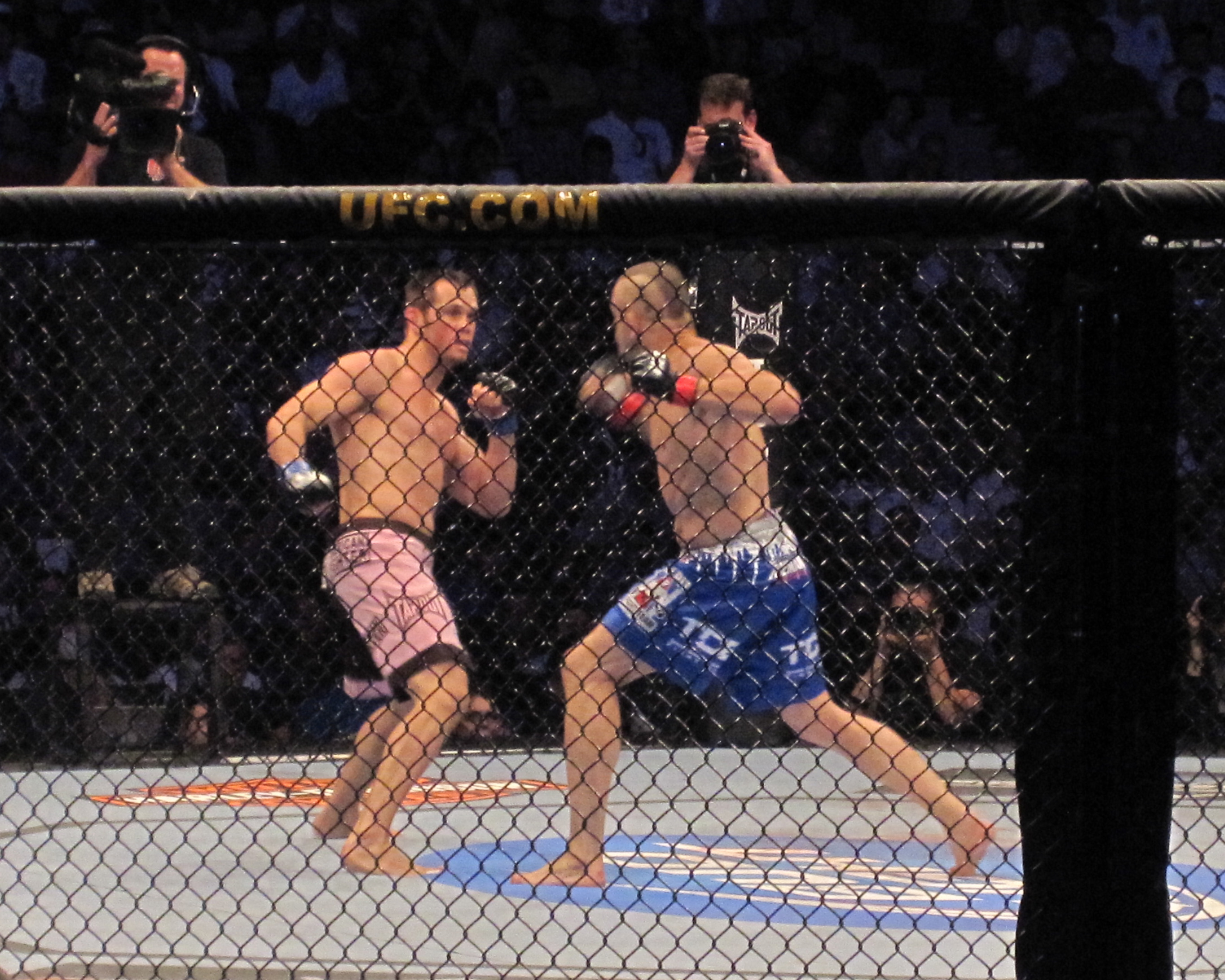
Rich Franklin et Chuck Lidell combattent lors de l'.

Chuck Liddell et Tito Ortiz participent en tant qu'entraineurs à la onzième saison de l'émission The Ultimate Fighter.
Mais c'est l'ancien champion des poids moyens de l'UFC, Rich Franklin, qui remplace Ortiz en cours de route. Il participe aussi alors au dernier épisode de la série et les deux hommes se rencontrent en combat principal de l'UFC 115, le 12 juin 2010.
Dans un duel en pieds-poings, Liddell se montre convaincant. De l'aveu de Franklin, un des coups de pied hauts du vétéran de 40 ans lui blesse l'avant-bras. Mais en toute fin de première reprise, alors que Liddell accule Franklin contre l'Octogone, ce dernier envoie un coup de poing du droit en contre qui met KO son adversaire.
Après ce revers, le président de l'UFC, Dana White, déclare alors que Chuck Liddell ne combattra plus dans la promotion américaine et devrait désormais songer à prendre sa retraite.
Ce dernier annonce officiellement son retrait de la compétition le 29 décembre 2010, lors d'une conférence de presse précédent l'UFC 125. Il prend à cette occasion une place de vice-président du développement commercial de l'UFC.

## Palmarès en arts martiaux mixtes
| 29 combats     | 21 victoires | 8 défaites |
| Par KO         | 13           | 6          |
| Par soumission | 1            | 1          |
| Sur décision   | 7            | 1          |

| Résultat | Record | Adversaire        | Méthode                                       | Événement                        | Date              | Round | Temps | Lieu                                    | Notes                                                              |
| -------- | ------ | ----------------- | --------------------------------------------- | -------------------------------- | ----------------- | ----- | ----- | --------------------------------------- | ------------------------------------------------------------------ |
| Défaite  | 21-8   | Rich Franklin     | KO (coup de poing)                            | UFC 115: Liddell vs. Franklin    | 12 juin 2010      | 1     | 4:57  | Vancouver, Colombie-Britannique, Canada |                                                                    |
| Défaite  | 21-7   | Maurício Rua      | TKO (coups de poing)                          | UFC 97: Redemption               | 18 avril 2009     | 1     | 4:28  | Montréal, Québec, Canada                |                                                                    |
| Défaite  | 21-6   | Rashad Evans      | KO (coup de poing)                            | UFC 88: Breakthrough             | 6 septembre 2008  | 2     | 2:30  | Atlanta, Géorgie, États-Unis            |                                                                    |
| Victoire | 21-5   | Wanderlei Silva   | Décision unanime                              | UFC 79: Nemesis                  | 29 décembre 2007  | 3     | 5:00  | Las Vegas, Nevada, États-Unis           | Combat de la soirée                                                |
| Défaite  | 20-5   | Keith Jardine     | Décision partagée                             | UFC 76: Knockout                 | 22 septembre 2007 | 3     | 5:00  | Anaheim, Californie, États-Unis         |                                                                    |
| Défaite  | 20-4   | Quinton Jackson   | KO (coups de poing)                           | UFC 71: Liddell vs. Jackson      | 26 mai 2007       | 1     | 1:53  | Las Vegas, Nevada, États-Unis           | Perd le titre des poids mi-lourds de l'UFC.                        |
| Victoire | 20-3   | Tito Ortiz        | TKO (coups de poing)                          | UFC 66: Liddell vs. Ortiz        | 30 décembre 2006  | 3     | 3:59  | Las Vegas, Nevada, États-Unis           | Défend le titre des poids mi-lourds de l'UFC. Combat de la soirée. |
| Victoire | 19-3   | Renato Sobral     | TKO (coups de poing)                          | UFC 62: Liddell vs. Sobral       | 26 août 2006      | 1     | 1:35  | Las Vegas, Nevada, États-Unis           | Défend le titre des poids mi-lourds de l'UFC.                      |
| Victoire | 18-3   | Randy Couture     | KO (coup de poing)                            | UFC 57: Liddell vs. Couture 3    | 4 février 2006    | 2     | 1:28  | Las Vegas, Nevada, États-Unis           | Défend le titre des poids mi-lourds de l'UFC.                      |
| Victoire | 17-3   | Jeremy Horn       | TKO (abandon)                                 | UFC 54: Boiling Point            | 20 août 2005      | 4     | 2:46  | Las Vegas, Nevada, États-Unis           | Défend le titre des poids mi-lourds de l'UFC.                      |
| Victoire | 16-3   | Randy Couture     | KO (coups de poing)                           | UFC 52: Couture vs. Liddell      | 16 avril 2005     | 1     | 2:06  | Las Vegas, Nevada, États-Unis           | Remporte le titre des poids mi-lourds de l'UFC.                    |
| Victoire | 15-3   | Vernon White      | KO (coup de poing)                            | UFC 49: Unfinished Business      | 21 août 2004      | 1     | 4:05  | Las Vegas, Nevada, États-Unis           |                                                                    |
| Victoire | 14-3   | Tito Ortiz        | KO (coups de poing)                           | UFC 47: It's On!                 | 2 avril 2004      | 2     | 0:38  | Las Vegas, Nevada, États-Unis           |                                                                    |
| Défaite  | 13-3   | Quinton Jackson   | TKO (arrêt du coin)                           | Pride Final Conflict 2003        | 9 novembre 2003   | 2     | 3:10  | Tokyo, Japon                            | Demi-finale du PRIDE Middleweight Grand Prix                       |
| Victoire | 13-2   | Alistair Overeem  | KO (coups de poing)                           | Pride Total Elimination 2003     | 10 août 2003      | 1     | 3:09  | Saitama, Japon                          | Quart de finale du PRIDE Middleweight Grand Prix                   |
| Défaite  | 12-2   | Randy Couture     | TKO (coups de poing)                          | UFC 43: Meltdown                 | 6 juin 2003       | 3     | 2:39  | Las Vegas, Nevada, États-Unis           | Pour le titre intérimaire des poids mi-lourds de l'UFC.            |
| Victoire | 12-1   | Renato Sobral     | KO (coup de pied à la tête)                   | UFC 40: Vendetta                 | 22 novembre 2002  | 1     | 2:55  | Las Vegas, Nevada, États-Unis           |                                                                    |
| Victoire | 11-1   | Vitor Belfort     | Décision unanime                              | UFC 37.5: As Real As It Gets     | 22 juin 2002      | 3     | 5:00  | Las Vegas, Nevada, États-Unis           |                                                                    |
| Victoire | 10-1   | Amar Suloev       | Décision unanime                              | UFC 35: Throwdown                | 11 janvier 2002   | 3     | 5:00  | Uncasville, Connecticut, États-Unis     |                                                                    |
| Victoire | 9-1    | Murilo Bustamante | Décision unanime                              | UFC 33: Victory in Vegas         | 28 septembre 2001 | 3     | 5:00  | Las Vegas, Nevada, États-Unis           |                                                                    |
| Victoire | 8-1    | Guy Mezger        | KO (coup de poing)                            | Pride 14: Clash of The Titans    | 27 mai 2001       | 2     | 2:21  | Kanagawa, Japon                         |                                                                    |
| Victoire | 7-1    | Kevin Randleman   | KO (coups de poing)                           | UFC 31: Locked and Loaded        | 4 mai 2001        | 1     | 1:18  | Atlantic City, New Jersey, États-Unis   |                                                                    |
| Victoire | 6-1    | Jeff Monson       | Décision unanime                              | UFC 29: Defense of the Belts     | 16 décembre 2000  | 3     | 5:00  | Tokyo, Japon                            |                                                                    |
| Victoire | 5-1    | Steve Heath       | KO (coup de pied à la tête)                   | IFC: Warriors Challenge 9        | 18 juillet 2000   | 2     | 5:39  |                                         |                                                                    |
| Victoire | 4-1    | Paul Jones        | TKO (coups de poing)                          | UFC 22: Only One Can be Champion | 24 septembre 1999 | 1     | 3:53  |                                         |                                                                    |
| Victoire | 3-1    | Kenneth Williams  | Soumission (étranglement arrière)             | Neutral Grounds 11               | 31 mars 1999      | 2     | 3:10  |                                         |                                                                    |
| Défaite  | 2-1    | Jeremy Horn       | Soumission technique (étranglement bras-tête) | UFC 19: Ultimate Young Guns      | 5 mars 1999       | 1     | 12:00 |                                         |                                                                    |
| Victoire | 2-0    | José Landi-Jons   | Décision unanime                              | IVC 6: The Challenge             | 23 août 1998      | 1     | 30:00 |                                         |                                                                    |
| Victoire | 1-0    | Noé Hernández     | Décision unanime                              | UFC 17: Redemption               | 23 mai 1998       | 1     | 12:00 |                                         |                                                                    |

## Filmographie
- 2006 : clip de Rockstar du groupe canadien Nickelback
- 2006 : Bachelor Party Vegas : lui-même
- 2008 : Drillbit Taylor, garde du corps : lui-même
- 2007 : Une réputation à préserver (épisode 16 de la saison 3 d'Entourage) : lui-même
- 2010 : L'insurgée (épisode 3 de la saison 21 des Simpson)
- 2011 : dans la série Blue Mountain State
- 2011 : Hawaii Five-0 (épisode 6 saison 2): lui-même
- 2011 : Criminal Minds: Suspect Behavior (épisode 13 saison 1): Martinez le vendeur d'armes
- 2012 : publicité de Kia Motors pour le Super Bowl 2012 : lui-même
- 2013 : Bones (épisode 5 saison 9) : lui-meme
- 2013 : Kick-Ass 2 : lui-même
- 2015 : Act of Honor
- 2015 : Riot : Enfermé pour tuer : Balam
- 2017 : Altitude : Rawbones
- 2019  : Acceleration de Michael Merino et Daniel Zirilli : Hannibal
- 2019 : D-Day de Nick Lyon : Général Omar Bradley